# Monastère de Dokmir
Le monastère de Dokmir (en serbe cyrillique : Манастир Докмир ; en serbe latin : Manastir Dokmir) est un monastère orthodoxe serbe situé à Dokmir, dans le district de Kolubara et dans la municipalité de Ub en Serbie. Il est inscrit sur la liste des monuments culturels de grande importance de la république de Serbie (identifiant no SK 252).
Le monastère est principalement protégé pour son église, dédiée à la Présentation de la Mère de Dieu au Temple. Il abrite aujourd'hui une communauté de religieuses.

## Présentation

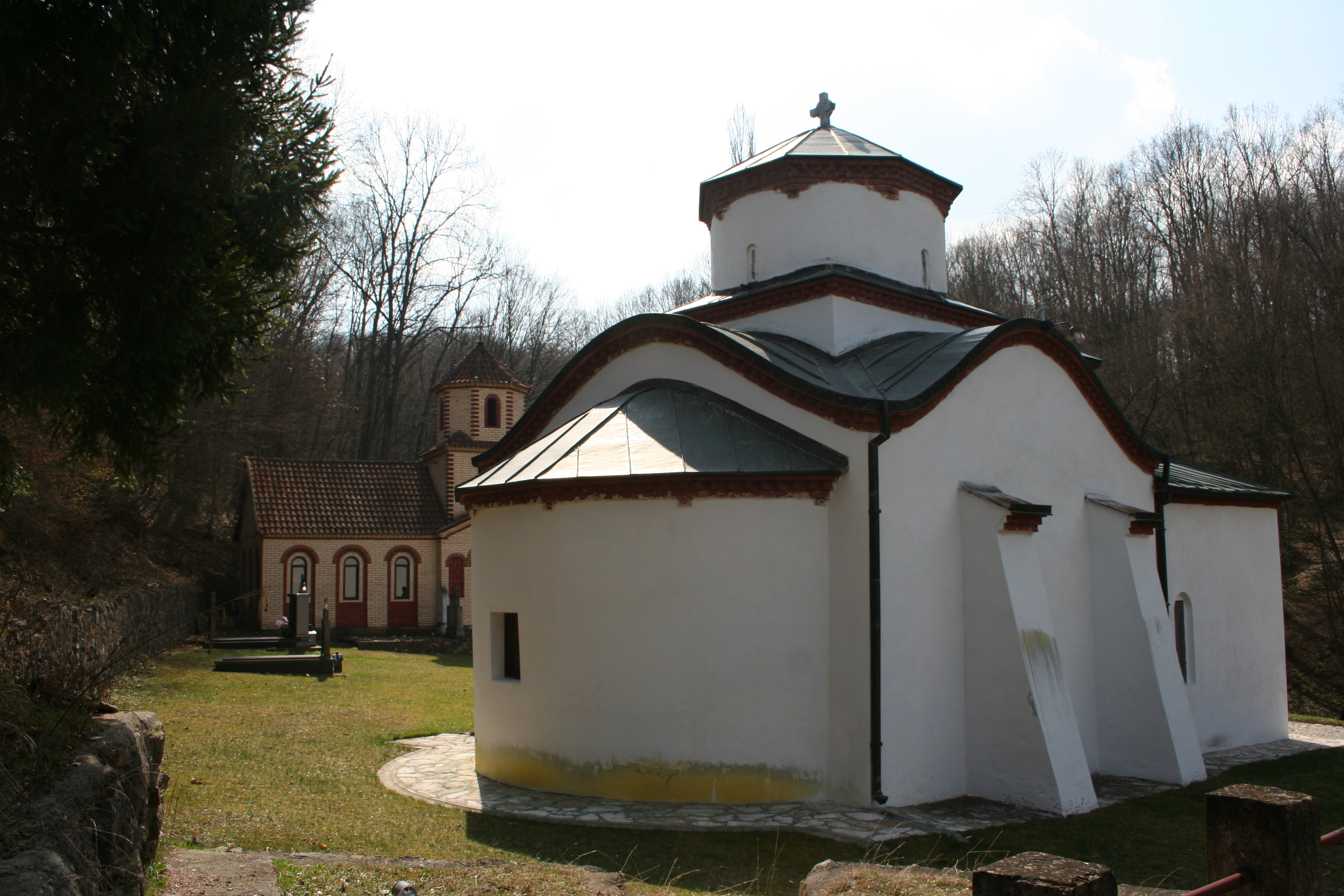
Autre vue de l'église de la Présentation-de-la-Mère-de-Dieu-au-Temple.

Dans le monastère, l'église de la Présentation de la Mère de Dieu au Temple a été construite dans la seconde moitié du XIVe siècle ou au XVe siècle. Elle a été endommagée par un tremblement de terre et restaurée en 1734. En 1788, le monastère a été incendié par Mahmoud Pacha Buşatlı et l'église a été reconstruite en 1791. À partir du XVIIIe siècle, le monastère est devenu célèbre pour son école d'art où l'on enseignait la peinture d'icônes. En 1992, venues d'Herzégovine, des religieuses fuyant le monastère de Žitomislić détruit se sont installées à Dokmir.
L'église actuelle, construite en pierres, est constituée d'une nef unique prolongée par une abside demi-circulaire ; elle est dotée d'un dôme reposant sur un tambour cylindrique soutenu par des piliers. Lors de la rénovation de 1734, elle a été recouverte d'un toit aux formes ondulantes et, au milieu du XXe siècle, de puissants contreforts sont venus renforcer la façade nord et un narthex a été ajouté à l'édifice.
À l'intérieur de l'église, l'iconostase abrite encore quelques icônes réalisées par des artistes de l'entourage de Teodor Stefanović ou de Hadži-Ruvim. D'autres icônes ont sans doute été offertes à Dokmir en 1791 et proviennent de l'église Saint-Georges de Miličinica.